# Szerkő
A szerkő (Chlidonias) a lilealakúak (Charadriiformes) rendjében a csérfélék (Sternidae) családjának egyik neme. Egyes rendszertanászok a sirályfélék (Laridae) családjába sorolják

## Rendszertani felosztása
A nembe az alábbi 4 faj tartozik:
- fehérszárnyú szerkő (Chlidonias leucopterus)
- kormos szerkő (Chlidonias niger)
- fattyúszerkő (Chlidonias hybridus)
- feketefejű szerkő (Chlidonias albostriatus)